# 查氏異唇鱨
查氏異唇鱨，為輻鰭魚綱鯰形目倒立鯰科異唇鱨屬的其中一種，該物種分布於非洲剛果河流域史坦利湖，體長可達6公分。